# Összegyűltek az izsapi lányok
Az Összegyűltek az izsapi lányok című magyar népdalt Bartók Béla gyűjtötte a Komárom vármegyei Nagymegyeren 1910-ben. Kodály Zoltán hasonló népdalt gyűjtött 1912-ben Kászonujfalun.
Feldolgozások:
| Szerző          | Mire                            | Mű                                             | Előadás |
| --------------- | ------------------------------- | ---------------------------------------------- | ------- |
| Bartók Béla     | zongora                         | Tizenöt magyar parasztdal zongorára, 14. darab | [ 3 ]   |
| Bárdos Lajos    | egynemű kar                     | Magos a rutafa, III. dal                       | [ 4 ]   |
| Karai József    | gyermekkar                      | Kis népdalszvit, 2. darab                      |         |
| Gárdonyi Zoltán | ének, 6 szólamú hangszerkíséret | Az izsapi lányok                               |         |
| Petres Csaba    | két furulya                     | Tarka madár, 28. kotta                         |         |

## Kotta és dallam
| 1. Összegyűltek, összegyűltek az izsapi lányok, hm, hm, ej, haj, az izsapi lányok. | 2. Összeszedtek, összeszedtek egy marék lisztecskét, hm, hm, ej, haj, egy marék lisztecskét. | 3. Meggyúrák azt, meggyúrák azt zsíros gombócának, hm, hm, ej, haj, zsíros gombócának. |
| 4. Odaméne, odaméne a bíró kutyája, hm, hm, ej, haj, a bíró kutyája.               | 5. Mind megevett, mind megevett zsíros gombócából, hm, hm, ej, haj, zsíros gombócából.       | 6. Így lőn vége, így lőn vége a leányi bálnak, hm, hm, ej, haj, a leányi bálnak.       |

## Felvételek
- Összegyűltek, összegyűltek - népdal. Liszt Ferenc Kamarazenekar  YouTube (1988. június 24.)  (Hozzáférés: 2016. április 16.) (audió)
- Gönczy karácsony - Izsapi lányok. YouTube (2009. december 21.)  (Hozzáférés: 2016. április 16.) (videó) Táncjáték.
- Dr. Vámos Lászlóné:  Nyolc miniszter volt a főnököm: A gombóc. protokoll-etikett.hu (2006. július 28.)  (Hozzáférés: 2016. április 16.) arch A dallal kapcsolatos történet.